# Cynthia Lavigne
Cynthia Lavigne (Francia; 20 de enero de 1984) es una actriz pornográfica francesa retirada.

## Biografía
Lavigne nació en enero de 1984 en Francia. No se sabe mucho de su vida antes de 2004, año en que a sus 20 años decide entrar en la industria pornográfica.
Una de sus primeras películas como actriz porno sería Anal Expedition 4, dirigida y protagonizada por Manuel Ferrara.
Como actriz, ha trabajado en películas de productoras como Marc Dorcel Fantasies, Zero Tolerance, Private, VCA Pictures, Red Light District, JTC Video o Hustler Video.
Decidió retirarse de la profesión en 2008, con un total de 71 películas grabadas.
Algunos títulos de su filmografía son At Your Service, Best By Private 169 - French Euro Teens, Delitto Imperfetto, Mr. and Mrs. Sexxx, Only For U, Porn Identity, Private Sports 10 - Le Tour Anal, Private XXX 32 - Sextra Time o Whore De France.